# 守衛新選組
守衛新選組（しゅえいしんせんぐみ）は、箱館戦争時に新選組隊士達によって作られた特殊な隊で、あえて正式名を挙げるとすれば、土方歳三総督守衛新選組である。隊長は島田魁。土方歳三を護衛するための隊である。
この隊名が登場するのは『島田魁日記』だけであり、他の記録にそれらしい記載が無いため、結成は正式なものでは無かったとされる。

## 概要
詳細な隊員は不明であるが、立川主税、沢忠助、長島五郎作、蟻通勘吾ら、土方歳三への忠誠心が極めて高い隊士や京都以来の古参隊士が含まれていたと考えられ、蝦夷地上陸時に新選組本隊が土方に属さず、大鳥圭介に属したことが結成の理由と思われる。土方は間道軍の総督となっていたが、新選組本隊は本道を進むことになっていた。一方、守衛新選組は、土方とともに間道を進むことができた。
安富才助や野村利三郎・相馬主計らは、当時他の隊に所属の記録がある。
近藤勇が流山で新政府軍に出頭した後、斎藤一ら新選組本隊は会津へ向かったが、数名の新選組隊士は江戸に残って土方と共に各地へ転戦しているため、それがこの隊の前身ではないかとも言われている。